# Турки в Австрії
Турки в Австрії (нім. Türken in Österreich; тур. Avusturya'daki Türkler) — люди турецької національності, які проживають в Австрії. Вони утворюють найбільшу групу етнічних меншин в країні; таким чином, турки є другою за чисельністю етнічною групою в Австрії після етнічного австрійського народу. Більшість австрійських турків походять з Туреччини. Однак, також спостерігалася значна турецька міграція з інших країн, включаючи етнічні турецькі громади, які прибули до Австрії з Балкан (особливо з Болгарії, Греції, Косово, Північної Македонії та Румунії), турки-кіпріоти.

## Історія
Турецький народ був залучений до Австрії як гастарбайтери для будівельної та експортної промисловості після угоди з турецьким урядом у 1964 році. З 1973 року політика заохочення гастарбайтерів припинилася, і були введені обмежувальні імміграційні закони, спочатку з 1975 року працевлаштування іноземців. Закон, який встановлює квоти на дозвіл на роботу, а потім Закон про проживання 1992 року, який встановлює квоти на дозвіл на проживання без права працювати. Більш обмежувальна система була введена в дію в 1997 році, а додаткові обмеження були введені в 2006 році.

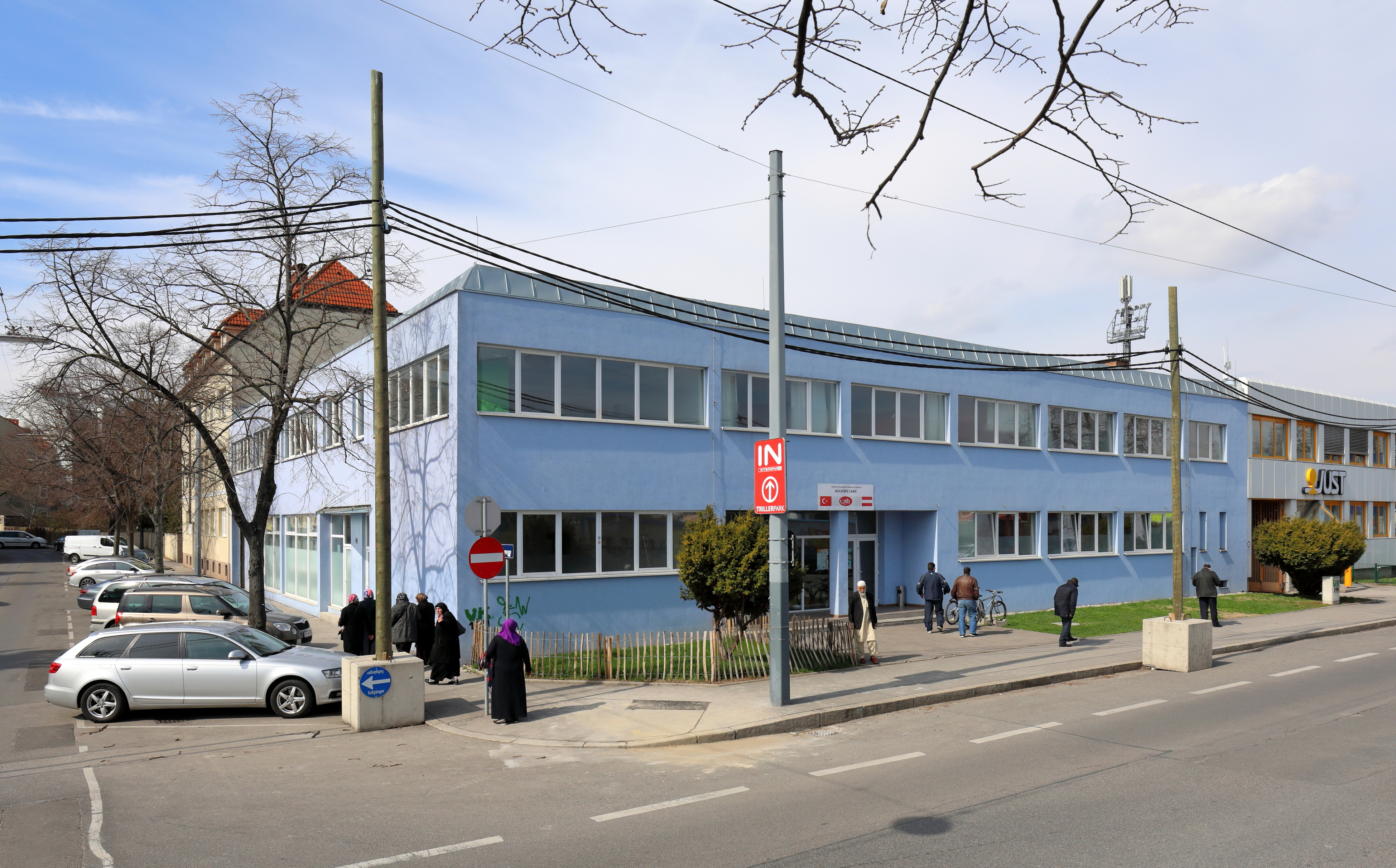
Турецький культурний центр у Відні

Турки, які проживають і працюють в Австрії, зосереджені на возз’єднанні сім’ї та отриманні громадянства Австрії, для цього необхідно прожити в Австрії 10 років. 

## Поселення
Турецька австрійська громада проживає у великих містах, таких як Відень та Зальцбург. Крім того, у менших містах є великі громади; наприклад, у містечку Тельфс турецька громада становить приблизно 20% населення.